# Gigathele
Genre
Gigathele est un genre d'araignées mygalomorphes de la famille des Macrothelidae.

## Distribution
Les espèces de ce genre se rencontrent en Chine, au Japon et à Taïwan.

## Liste des espèces
Selon World Spider Catalog (version 26, 13/04/2025) :
- Gigathele gigas (Shimojana & Haupt, 1998)
- Gigathele guizhouensis (Hu & Li, 1986)
- Gigathele hungae (Lin & Li, 2021)
- Gigathele limenghuai (Lin & Li, 2021)
- Gigathele monocirculata (Xu & Yin, 2000)
- Gigathele raveni (Zhu, Li & Song, 2000)

## Systématique et taxinomie
Ce genre a été décrit par Shao, Zhou et Lin en 2025 dans les Macrothelidae.

## Publication originale
- Shao, Zhou & Lin, 2025 : « 大疣蛛科的分类学修订与新属描述（蜘蛛目，大疣蛛科）- Taxonomic revision of Macrothelidae Simon, 1892 and description of four new genera (Araneae, Macrothelidae). » The Indochina Entomologist, vol. 1, no 36, p. 337-350 (texte intégral) (zh).